# Шильдер, Николай Карлович
Никола́й Ка́рлович Ши́льдер (21 мая [2 июня] 1842, Санкт-Петербург — 6 [19] апреля 1902, там же) — русский военный инженер и историк, специалист по политической и военной истории России конца XVIII — первой половины XIX века, автор подробных биографий трёх российских монархов: Павла I, Александра I и Николая I. Член-корреспондент Петербургской академии наук (с 1900), директор Императорской Публичной библиотеки (с 1899), генерал-лейтенант (1893).

## Биография
Родился в Санкт-Петербурге; из дворян Витебской губернии, сын военного инженера генерала Карла Андреевича Шильдера. Окончил Пажеский корпус в 1860 году, Николаевскую инженерную академию в 1862 году. В 1863 году был назначен адъютантом к Э. И. Тотлебену, в то время товарищу генерал-инспектора по инженерной части.
Полковник (1872). В 1870-е годы состоял для особых поручений при Главном инженерном управлении Военного министерства. С 1877 года вновь служил под руководством Э. И. Тотлебена, принимал участие в Русско-турецкой войне 1877–1878, в частности, в осаде и взятии Плевны. После назначения Тотлебена главнокомандующим состоял при нём для особых поручений. Генерал-майор (1878).
В 1879 году перешёл в гражданскую службу. Был директором Гатчинского Николаевского сиротского института, Гатчинской женской гимназии. В 1879—1886 годах был помощником редактора «Инженерного журнала».
В 1886 году был назначен начальником Николаевской инженерной академии. Генерал-лейтенант (30.08.1893).
12 июля 1899 года был назначен директором Публичной библиотеки и оставался в этой должности до смерти. При нём было завершено строительство нового здания — Воротиловского корпуса, открыт новый читальный зал.
Был похоронен на Митрофаниевском кладбище в церкви св. Митрофана; могила утрачена.

## Научная деятельность

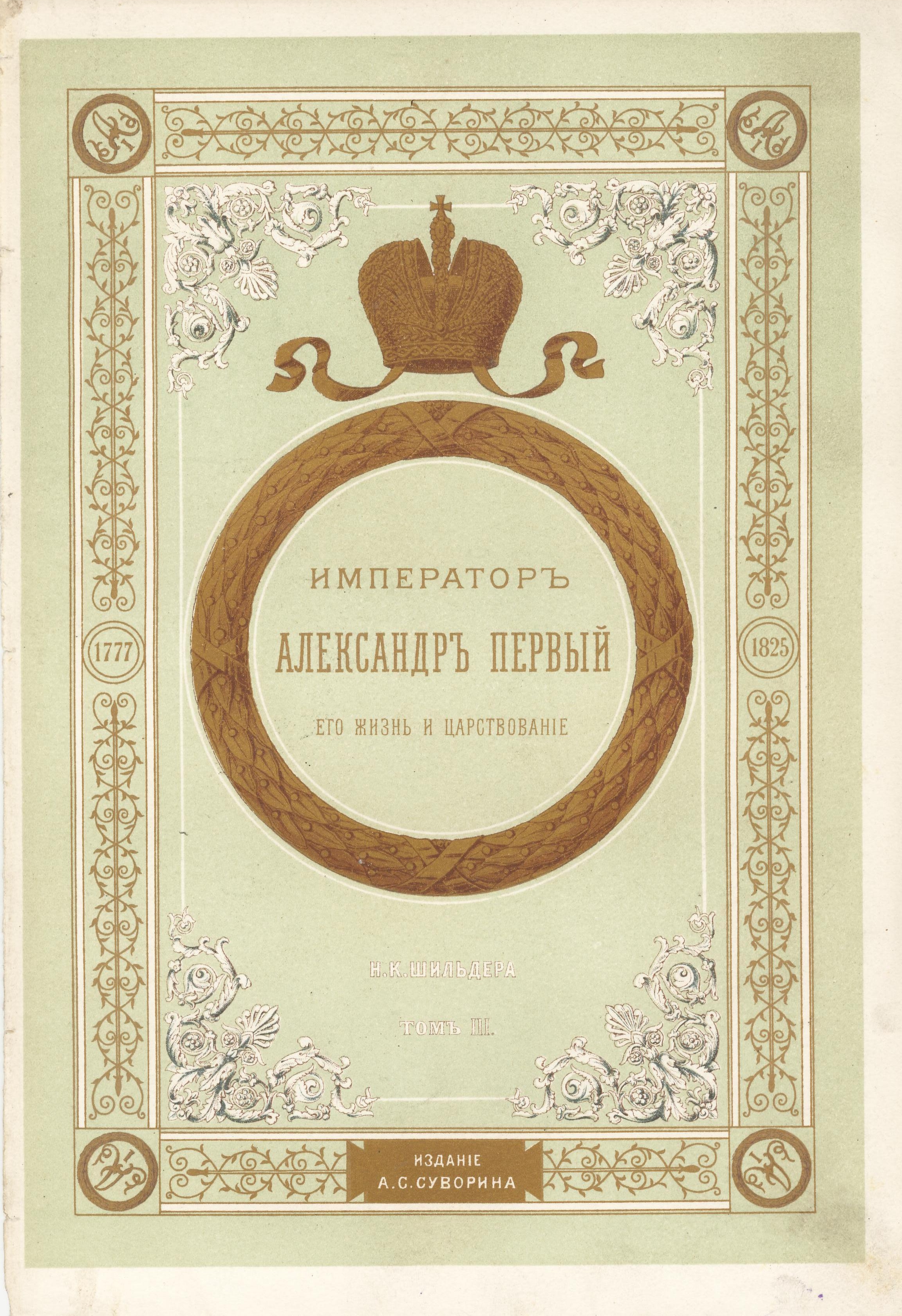
«Император Александр Первый. Его жизнь и царствование». Санкт-Петербург, 1897. Обложка

Основное направление научных исследований Н. К. Шильдера — история России конца XVIII—XIX веков. Писал статьи и публиковал документы в журналах «Русский архив», «Исторический вестник», «Военный сборник» и других, в 1892—1894 годах был редактором журнала «Русская старина». Был автором биографии Александра I в «Русском биографическом словаре». Биография Николая I осталась неоконченной, над ней Шильдер работал последние годы жизни, но успел собрать и обработать лишь материал, охватывающий период от рождения императора до подавления польского восстания 1831 года. Согласно желанию Николая Карловича, высказанному им незадолго до кончины, рукопись была подготовлена к печати редактором «Исторического вестника» С. Н. Шубинским. Говоря о заслугах Шильдера-учёного, критики отмечали, что «работы его написаны увлекательно, основные их достоинства — искусный психологический анализ, тщательная и точная критика пособий и источников, наличие множества новых материалов. Его работы углубляют историческое понимание и открывают доступ новым взглядам.»
С 1900 года — член-корреспондент Академии наук.
В числе публикаций:
- Михайловский замок и 8-е ноября 1800 года // Русская старина, 1900. — Т. 104. — № 12. — С. 611—614.
- Юбилей великого князя Михаила Павловича. 1848 г. // Русская старина, 1898. — Т. 93. — № 2. — С. 421—424.
- Карл Андреевич Шильдер. 1785—1854 // Русская старина, 1875. — Т. 14. — № 11. — С. 517—540; № 12. — С. 715—736.

## Военные чины
- В службу вступил (01.09.1857)[4]
- Прапорщик (16.06.1860)
- Прапорщик гвардии саперного батальона (14.08.1862)
- Подпоручик (30.08.1862)
- Поручик (30.08.1865)
- Штабс-капитан (01.01.1868)
- Капитан (17.04.1870)
- Полковник (30.08.1872)
- Генерал-майор (15.05.1883) с назначением в Свиту
- Генерал-лейтенант (30.08.1893)

## Награды
Российские:
- орден Святого Станислава 3-й ст. (1866)
- орден Святого Владимира 4-й ст. (1872)
- Золотое оружие «За храбрость» (1878)
- орден Святой Анны 2-й ст. с мечами (1878)
- орден Святого Владимира 3-й ст. (1882)
- орден Святого Станислава 1-й ст. (1886)
- орден Святой Анны 1-й ст. (1889)
- орден Святого Владимира 2-й ст. (1895)
- табакерка с вензелем Его Величества с бриллиантами (1899)

Иностранные:
- прусский орден Короны 4-й ст. (1864)
- австрийский орден Железной короны 2-й ст. (1874)
- румынский орден Звезды Румынии командорский крест (1878)
- сербский орден Такова (1879)
- сербская золотая медаль «За храбрость» (1879)
- французский орден Академических пальм офицер университета (1895)

## Основные труды
- Материалы для истории Свеаборгской крепости. — СПб., 1869.
- Граф Эдуард Иванович Тотлебен, его жизнь и деятельность. — СПб., 1885—1886. — Т. 1—2.
- Император Александр Первый. Его жизнь и царствование. — В 4 томах: т. 1 — до восшествия на престол. т. 2 — 1801—1810. т. 3 — 1810—1816. т. 4 — 1816—1825. — СПб.: «Новое время» А. С. Суворина, 1897—1898. (2-е изд. 1904—1905)
- Император Павел Первый. — СПб., 1901. (переизд.: М., 1996 и 1997)
- Император Николай Первый, его жизнь и царствование. — СПб., 1903. — Т. 1—2.